# Leichtathletik-Europameisterschaften 2002/Stabhochsprung der Frauen

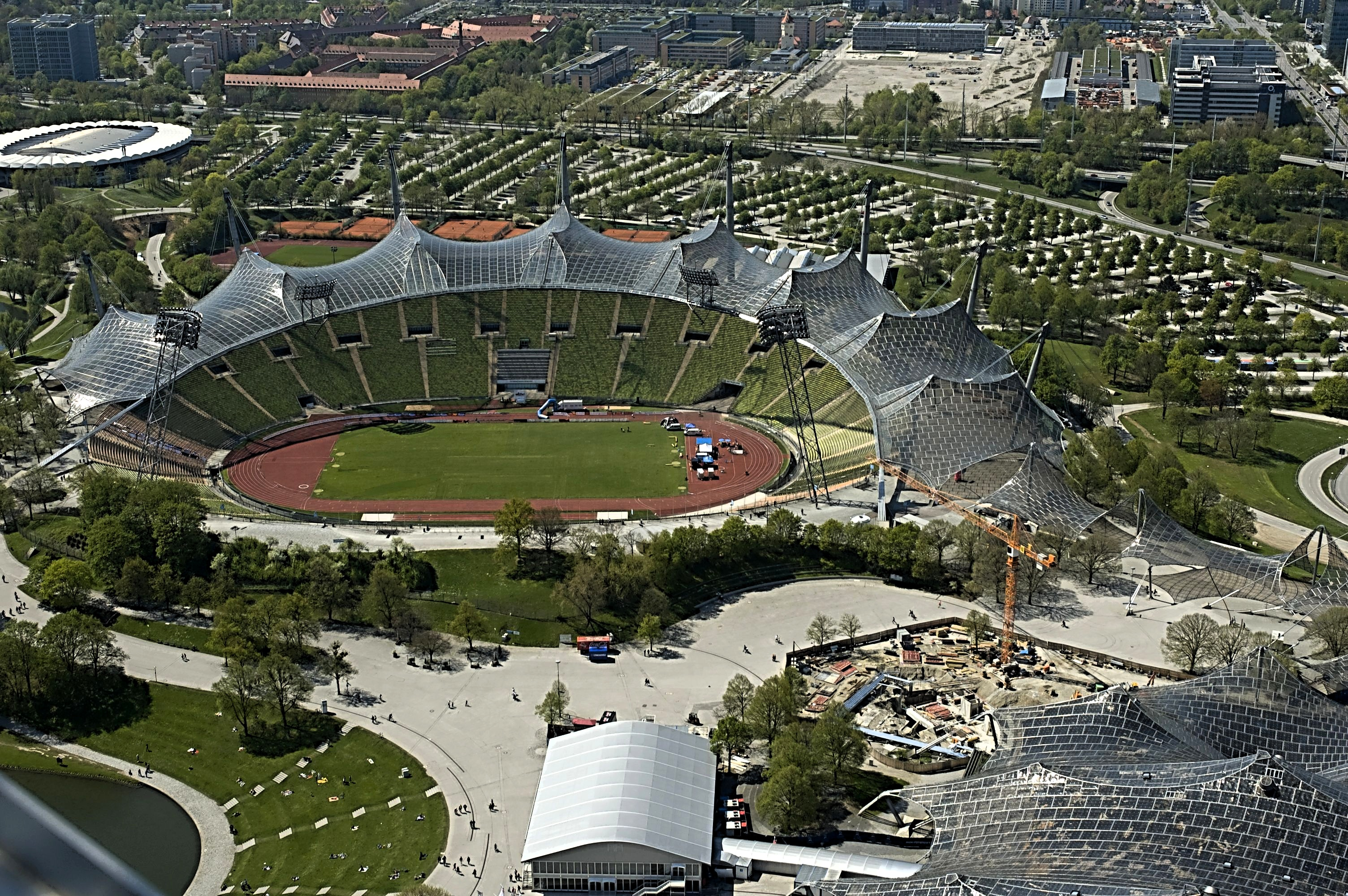
Das Olympiastadion in München von oben im Jahr 2009

Der Stabhochsprung der Frauen bei den Leichtathletik-Europameisterschaften 2002 wurde am 7. und 9. August 2002 im Münchener Olympiastadion ausgetragen.
In diesem Wettbewerb gab es einen Doppelsieg für die russischen Stabhochspringerinnen. Europameisterin wurde die Vizeweltmeisterin von 2001 und Europarekordinhaberin Swetlana Feofanowa. Dahinter errang Jelena Issinbajewa mit Silber ihre erste Medaille bei einer großen internationalen Meisterschaft. Wie vor vier Jahren ging die Bronzemedaille an die Deutsche Yvonne Buschbaum, die nach einer Geschlechtsumwandlung inzwischen als Mann mit dem Namen Balian Buschbaum lebt.

## Rekorde

### Bestehende Rekorde
| Weltrekord           | 4,81 m | Stacy Dragila        | Palo Alto, USA      | 9. Juni 2001    |
| Europarekord         | 4,78 m | Swetlana Feofanowa   | Stockholm, Schweden | 16. Juli 2002   |
| Meisterschaftsrekord | 4,31 m | Anschela Balachonowa | EM Budapest, Ungarn | 21. August 1998 |
| Meisterschaftsrekord | 4,31 m | Nicole Humbert       | EM Budapest, Ungarn | 21. August 1998 |
| Meisterschaftsrekord | 4,31 m | Yvonne Buschbaum     | EM Budapest, Ungarn | 21. August 1998 |

### Rekordverbesserungen
Der bestehende EM-Rekord wurde in dieser noch jungen Disziplin bereits in der Qualifikation und später im Finale mehrmals verbessert bzw. egalisiert. Darüber hinaus gab es zwei neue Landesrekorde.
| 4,40 m | Annika Becker      | Gruppe A |
| 4,40 m | Jelena Beljakowa   | Gruppe A |
| 4,40 m | Anna Rogowska      | Gruppe A |
| 4,40 m | Krisztina Molnar   | Gruppe A |
| 4,40 m | Swetlana Feofanowa | Gruppe B |
| 4,40 m | Yvonne Buschbaum   | Gruppe B |
| 4,40 m | Jelena Issinbajewa | Gruppe B |

| 4,40 m | Swetlana Feofanowa |
| 4,40 m | Jelena Issinbajewa |
| 4,40 m | Jelena Beljakowa   |
| 4,40 m | Annika Becker      |
| 4,40 m | Monique de Wilt    |
| 4,50 m | Swetlana Feofanowa |
| 4,50 m | Jelena Issinbajewa |
| 4,50 m | Yvonne Buschbaum   |
| 4,50 m | Jelena Beljakowa   |
| 4,50 m | Annika Becker      |
| 4,55 m | Jelena Issinbajewa |
|        |                    |
| 4,60 m | Swetlana Feofanowa |

Landesrekorde:
- 4,15 m – Paulina Sigg (Finnland), Qualifikation am 7. August, Gruppe A
- 4,40 m – Monique de Wilt (Niederlande), Finale am 9. August

## Legende
Kurze Übersicht zur Bedeutung der Symbolik – so üblicherweise auch in sonstigen Veröffentlichungen verwendet:
| CR  | Championshiprekord    |
| NR  | Nationaler Rekord     |
| NM  | keine Weite (no mark) |
| ogV | ohne gültigen Versuch |
| –   | verzichtet            |
| x   | ungültig              |

## Qualifikation
7. August 2002
33 Wettbewerberinnen traten in zwei Gruppen zur Qualifikationsrunde an. Acht von ihnen (hellblau unterlegt) übertrafen die Qualifikationshöhe für den direkten Finaleinzug von 4,40 m. Damit war die Mindestzahl von zwölf Finalteilnehmerinnen nicht erreicht. Das Finalfeld wurde mit den vier nächstplatzierten Sportlerinnen, die 4,30 m erzielt hatten (hellgrün unterlegt), auf zwölf Springerinnen aufgefüllt. Unter den nicht für das Finale qualifizierten Teilnehmerinnen befanden sich auch drei Athletinnen, die zwar 4,30 m überquert hatten, jedoch nach Anwendung der Fehlversuchsregel hinter den besten zwölf Springerinnen platziert waren.

### Gruppe A

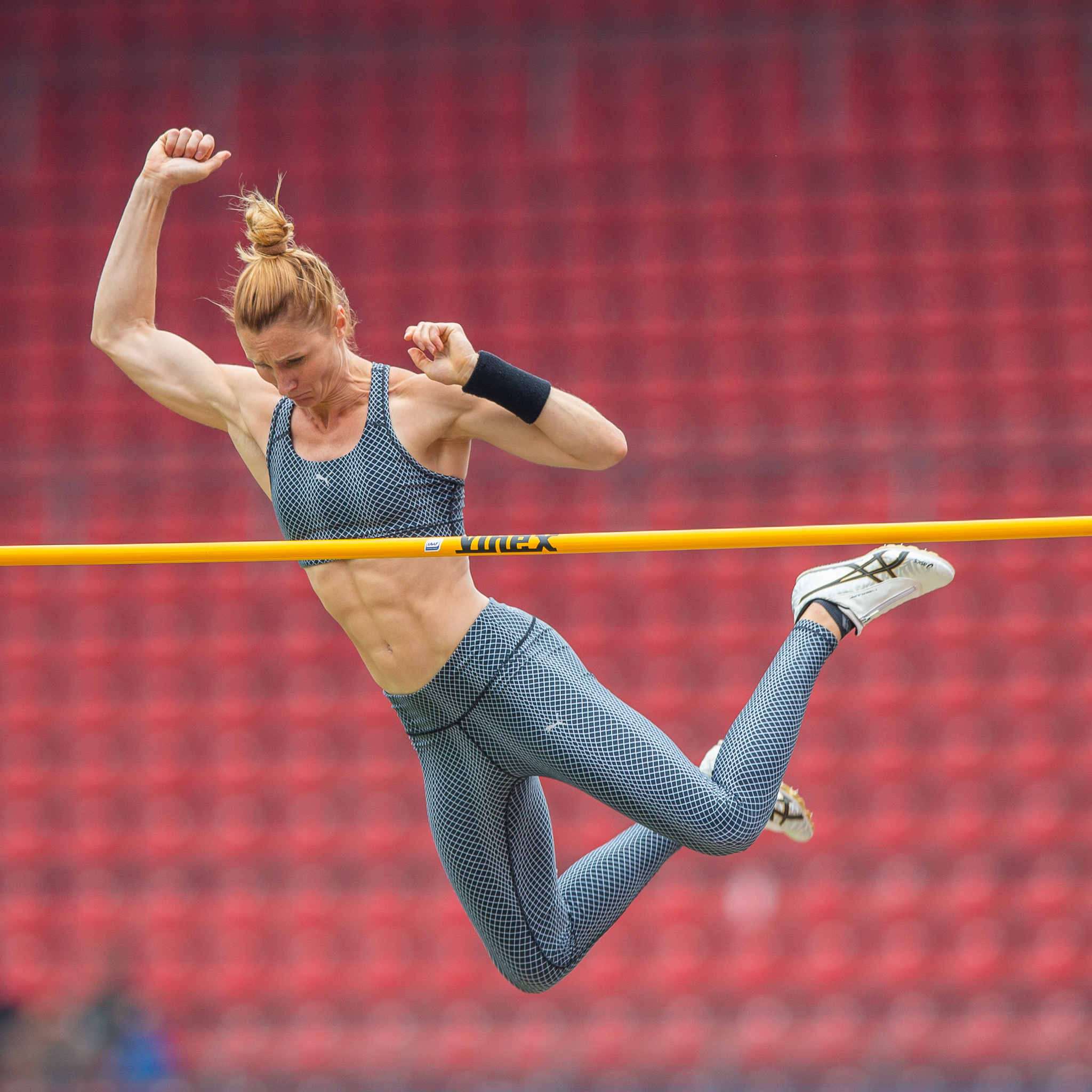
Carolin Hingst übersprang zwar 4,30 m, hatte aber zu viele Fehlversuche, um im Finale dabei zu sein
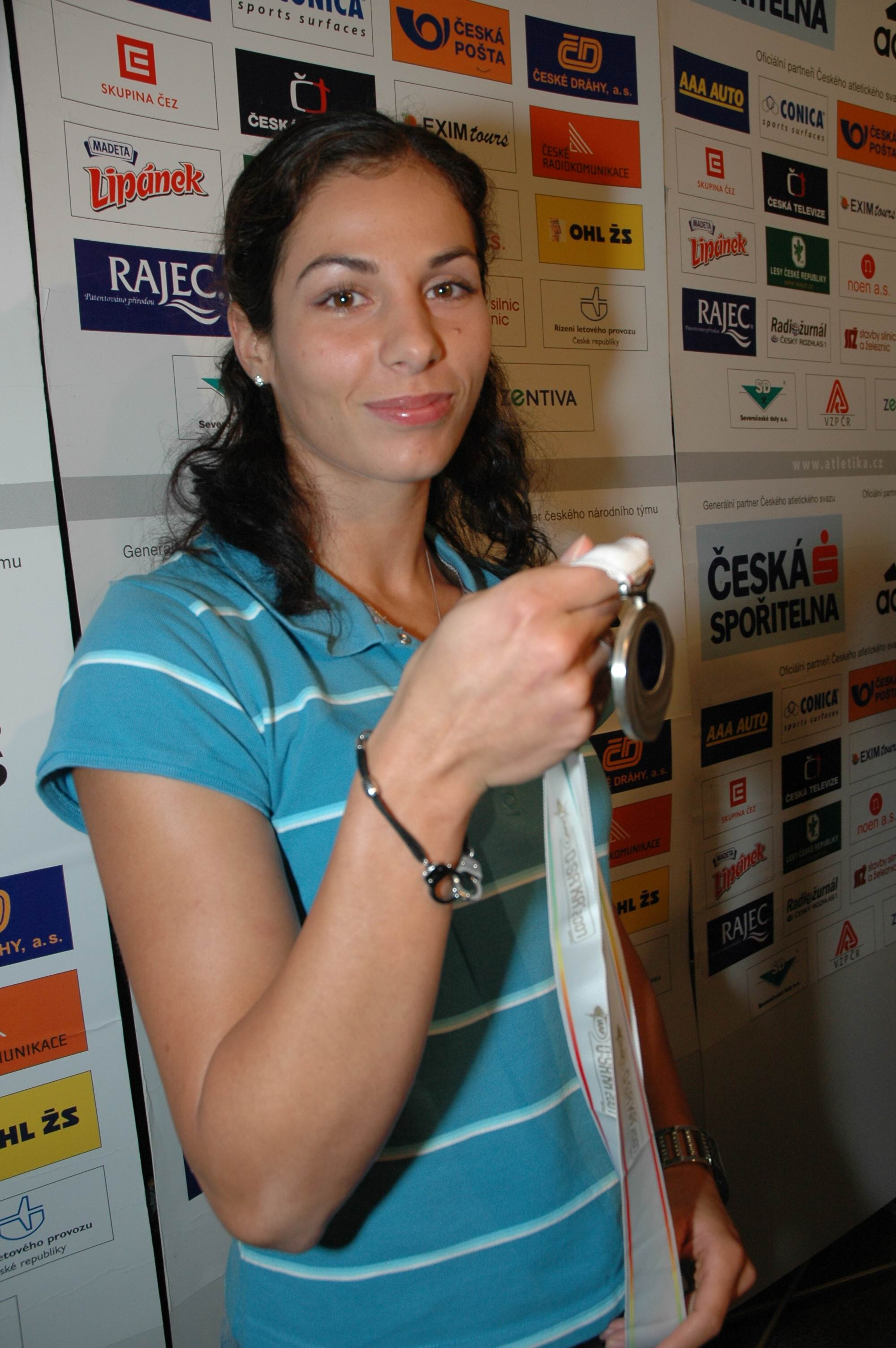
Kateřina Baďurová schied mit 3,80 m in der Qualifikation aus

| Platz | Name                   | Nation      | Höhe (m) |
| ----- | ---------------------- | ----------- | -------- |
| 1     | Annika Becker          | Deutschland | 4,40 CR  |
| 2     | Jelena Beljakowa       | Russland    | 4,40 CR  |
| 3     | Anna Rogowska          | Polen       | 4,40 CR  |
| 4     | Krisztina Molnar       | Ungarn      | 4,40 CR  |
| 5     | Kirsten Belin          | Schweden    | 4,40 CR  |
| 6     | Monique de Wilt        | Niederlande | 4,30     |
| 7     | Naroa Agirre           | Spanien     | 4,30     |
| 8     | Thórey Edda Elísdóttir | Island      | 4,30     |
| 9     | Carolin Hingst         | Deutschland | 4,30     |
| 10    | Marie Poissonnier      | Frankreich  | 4,15     |
| 11    | Paulina Sigg           | Finnland    | 4,15 NR  |
| 12    | Anita Tørring          | Dänemark    | 4,00     |
| 13    | Kateřina Baďurová      | Tschechien  | 3,80     |
| 14    | Nadine Rohr            | Schweiz     | 3,80     |
| NM    | Annalisa Meacci        | Italien     | ogV      |
| NM    | Olga Dogadko           | Israel      | ogV      |

### Gruppe B

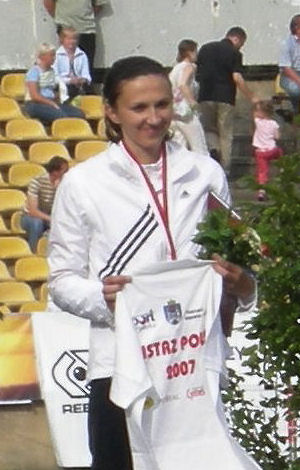
Monika Pyrek scheiterte hier mit 4,30 m in der Qualifikation, gewann jedoch in den folgenden Jahren mehrere Medaillen bei Europa- und Weltmeisterschaften
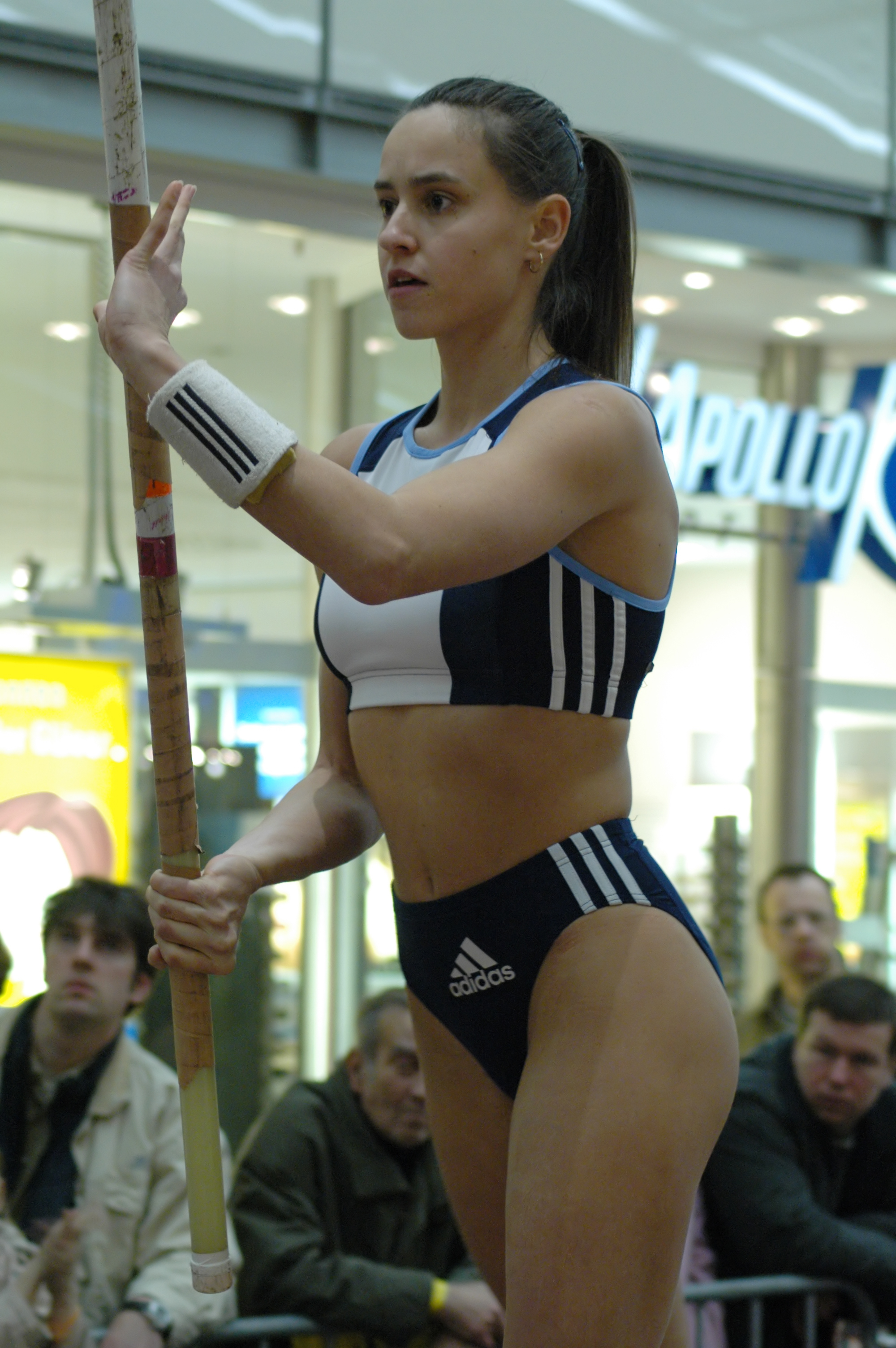
Zsuzsanna Szabós 4,15 m reichten nicht für die Finalteilnahme
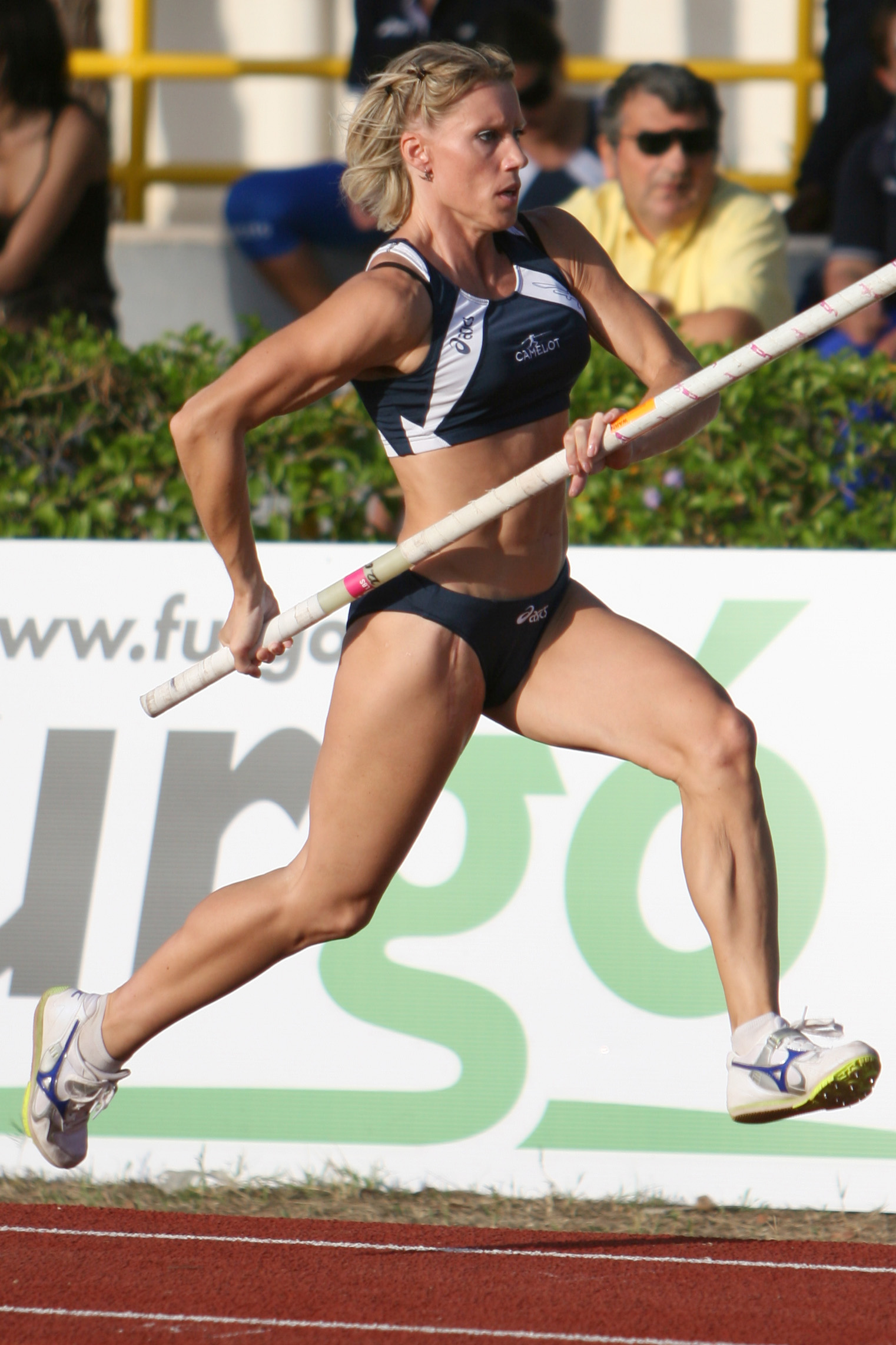
Arianna Farfalletti Casali blieb in der Qualifikation ohne gültigen Versuch

| Platz | Name                       | Nation       | Höhe (m) |
| ----- | -------------------------- | ------------ | -------- |
| 1     | Swetlana Feofanowa         | Russland     | 4,40 CR  |
| 2     | Yvonne Buschbaum           | Deutschland  | 4,40 CR  |
| 3     | Jelena Issinbajewa         | Russland     | 4,30     |
| 4     | Vanessa Boslak             | Frankreich   | 4,30     |
| 5     | Monika Pyrek               | Polen        | 4,30     |
| 6     | Tanya Koleva               | Bulgarien    | 4,30     |
| 7     | Francesca Dolcini          | Italien      | 4,15     |
| 8     | Zsuzsanna Szabó            | Ungarn       | 4,15     |
| 9     | Dana Cervantes             | Spanien      | 4,15     |
| 10    | Hanna-Mia Persson          | Schweden     | 4,15     |
| 11    | Vala Flosadóttir           | Island       | 4,00     |
| 11    | Agnes Livebardon           | Frankreich   | 4,00     |
| 13    | Yeoryía Tsiliggíri         | Griechenland | 4,00     |
| 13    | Marie Bagger Bohn          | Dänemark     | 4,00     |
| 13    | Anne Latvala               | Finnland     | 4,00     |
| NM    | Michaela Boulová           | Tschechien   | ogV      |
| NM    | Arianna Farfalletti Casali | Italien      | ogV      |

## Finale

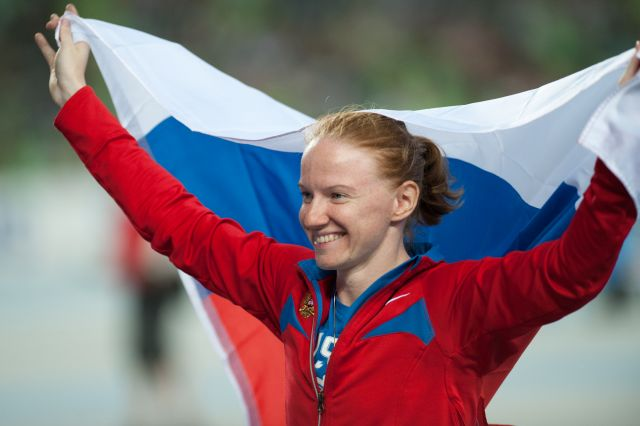
Die Vizeweltmeisterin von 2001 und Europarekordlerin Swetlana Feofanowa wurde Europameisterin – auch in den Folgejahren gab es für sie weitere große Erfolge

9. August 2002
| Platz | Name                   | Nation      | Resultat (m) | 4,20 m | 4,30 m | 4,40 m   | 4,50 m | 4,55 m | 4,60 m | 4,65 m |
| 1     | Swetlana Feofanowa     | Russland    | 4,60 CR      | –      | –      | o CR     | o CR   | –      | o CR   | –      |
| 2     | Jelena Issinbajewa     | Russland    | 4,55         | o      | o      | o CR     | o CR   | o CR   | xxx    |        |
| 3     | Yvonne Buschbaum       | Deutschland | 4,55         | xo     | –      | o CR     | o CR   | xxx    |        |        |
| 4     | Jelena Beljakowa       | Russland    | 4,50         | o      | o      | o CR     | xxo CR | xxx    |        |        |
| 5     | Annika Becker          | Deutschland | 4,50         | o      | –      | xo CR    | xxo CR | –      | xxx    |        |
| 6     | Monique de Wilt        | Niederlande | 4,40 NR      | o      | xxo    | xo CR/NR | xxx    |        |        |        |
| 7     | Krisztina Molnar       | Ungarn      | 4,30         | o      | o      | xxx      |        |        |        |        |
| 7     | Anna Rogowska          | Polen       | 4,30         | o      | o      | xxx      |        |        |        |        |
| 9     | Kirsten Belin          | Schweden    | 4,30         | xxo    | o      | xxx      |        |        |        |        |
| 10    | Naroa Agirre           | Spanien     | 4,30         | xo     | xo     | xxx      |        |        |        |        |
| 11    | Vanessa Boslak         | Frankreich  | 4,20         | o      | –      | xxx      |        |        |        |        |
| 11    | Thórey Edda Elísdóttir | Island      | 4,20         | o      | –      | xxx      |        |        |        |        |

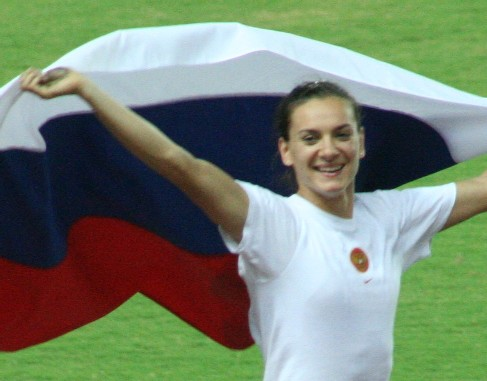
Vizeeuropameisterin Jelena Issinbajewa stand am Beginn einer äußerst erfolgreichen Karriere
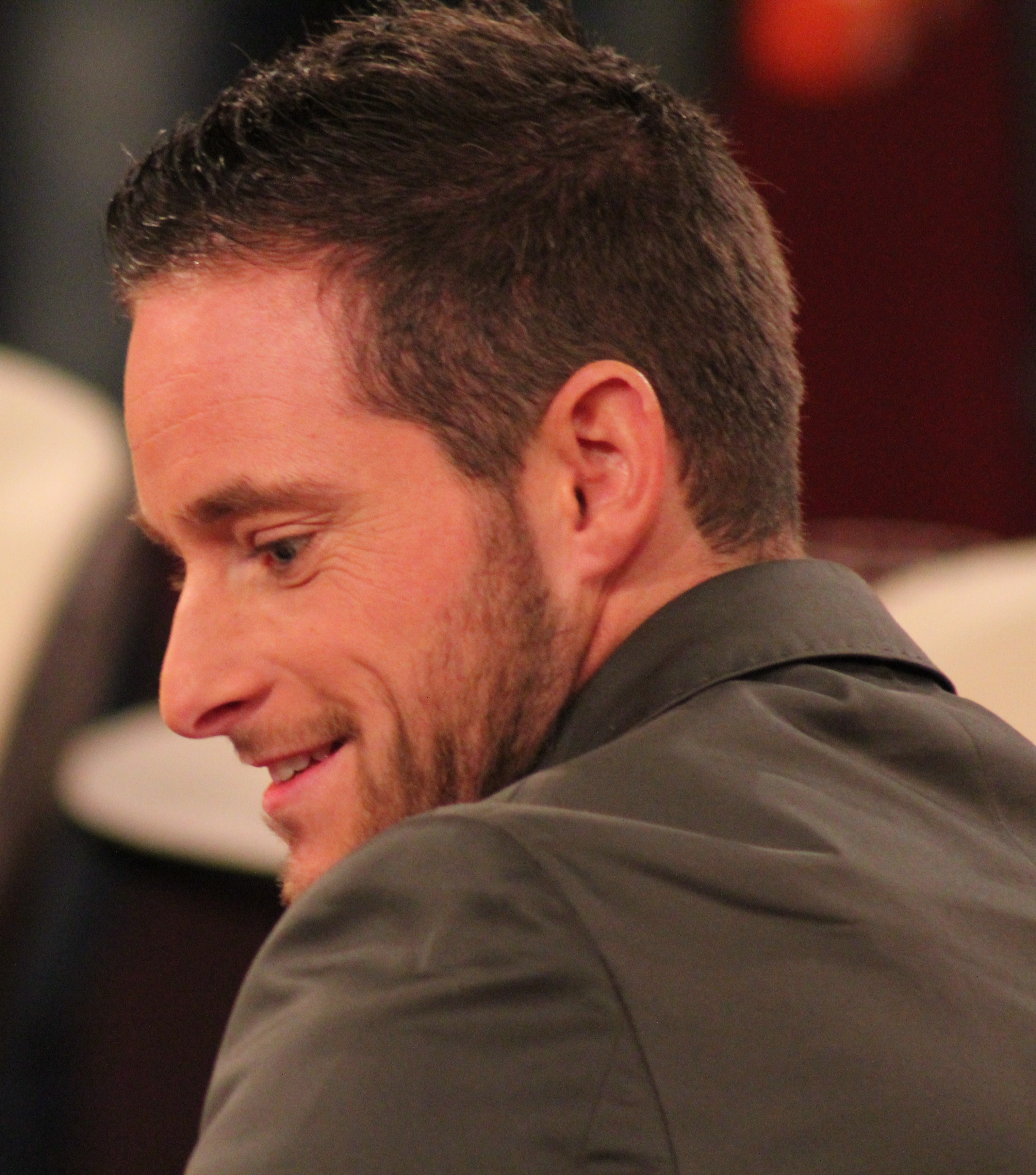
Wie vor vier Jahren gab es Bronze für Yvonne Buschbaum – inzwischen durch eine Geschlechtsumwandlung zum Mann namens Balian Buschbaum geworden
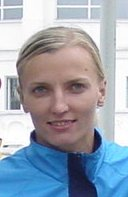
Anna Rogowska erreichte den geteilten siebten Platz – später unter anderem Olympiadritte 2004 und Weltmeisterin 2001
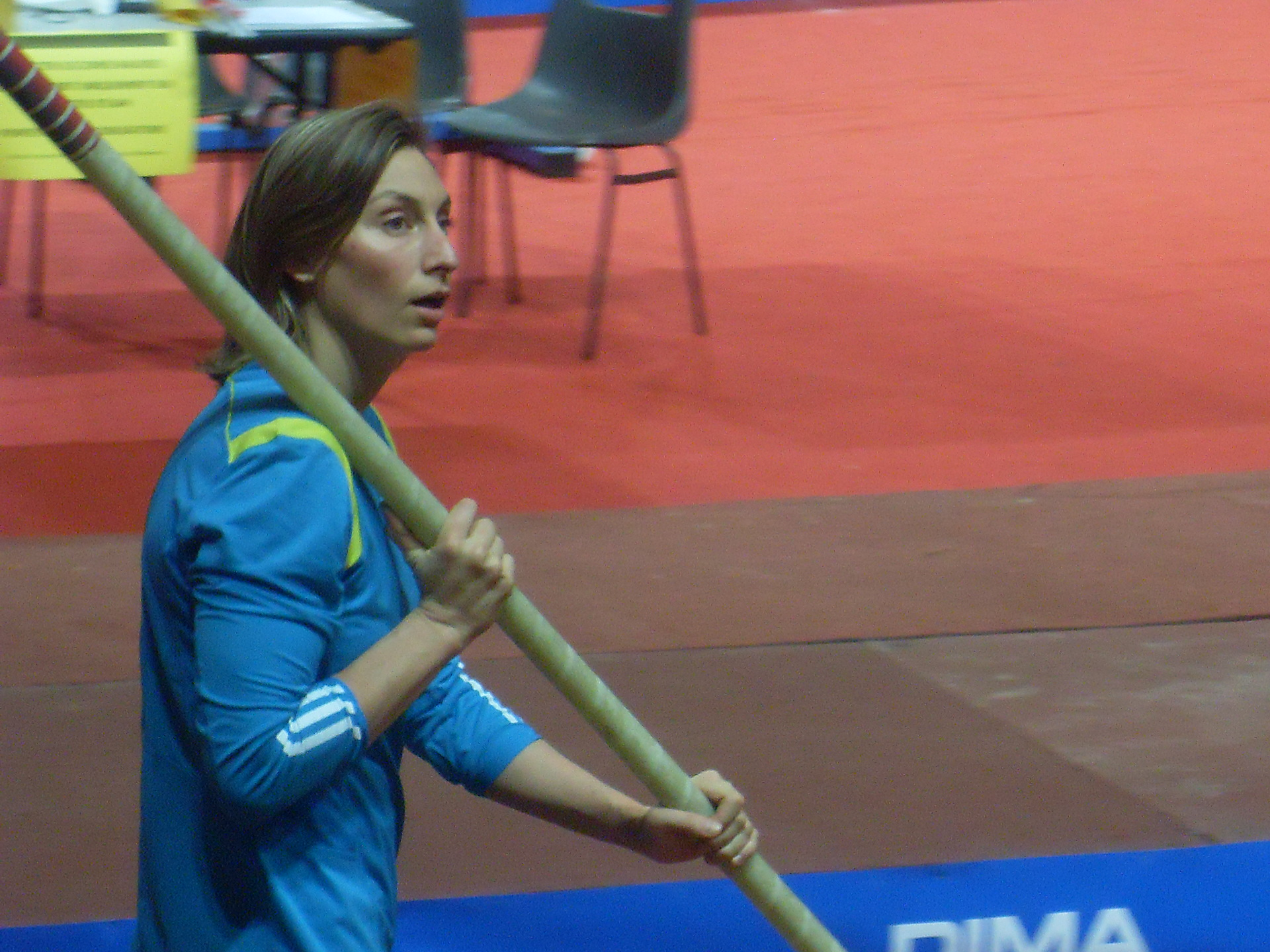
Rang elf für Vanessa Boslak